# Zygothrica poeyi
Zygothrica poeyi är en tvåvingeart som först beskrevs av Sturtevant 1921.  Zygothrica poeyi ingår i släktet Zygothrica och familjen daggflugor. Inga underarter finns listade i Catalogue of Life.